# KSV Witten 07
Der KSV (Kraftsportverein) Witten 07 ist ein Sportverein aus der westfälischen Stadt Witten, in dem vor allem Kraftsportarten betrieben werden. Der am 5. Mai 1907 gegründete Verein zählt mit sieben gewonnenen Titeln als Deutscher Mannschaftsmeister zu den erfolgreichsten deutschen Vereinen im Ringen und gehörte über vierzig Jahre der höchsten deutschen Leistungsklasse im Mannschaftsringen an.
Weiterhin werden verschiedene Freizeitsportaktivitäten von Aqua-Gymnastik über Seniorensport, Tae Kwon Do und Aikidō bis zu Kraft- und Fitnesstraining betrieben. Seit Ende 2023 werden auch Mixed Martial Arts und Fitness-Boxen angeboten.

## Geschichte

### Bis 1945
„Kraftsport“ umfasste seinerzeit eine Reihe von schwerathletischen Disziplinen: Ringen, Gewichtheben, Tauziehen, Rundgewichts-Jonglage, Rasenkraftsport (Gewichtwerfen, Steinstoßen) und Kunstkraftsport (heute Sportakrobatik) gehörten dazu. Dies alles wurde in Witten beim KSV 07 betrieben, bis zum Ersten Weltkrieg jedoch ohne große Außenwirkung.
Das änderte sich nach dem Krieg, die Ringer des KSV Witten stiegen neben den Dortmunder Vereinen ASV Heros Dortmund und AC Hörde 04 zu den führenden der Region auf. August Nagel und Werner Hertling waren die ersten Ringer des Vereins, die in Siegerlisten von Deutschen Meisterschaften erschienen. Die Mannschaftskämpfe fanden in Witten vor großem Publikum statt, Chronisten berichteten von überfüllten Sälen (u. a. „Voß’scher Saalbau“).

### Nach dem Zweiten Weltkrieg
Nach dem Zweiten Weltkrieg ging es in Witten wie andernorts mit dem Sport sehr schleppend wieder los. Sportgeräte und Vereinsmaterialien gingen in den Bombenangriffen 1945 verloren, ein Neuaufbau war erforderlich. Namen wie August Nagel, Karl Brockhoff, Kuno Schröer oder Emil Messingsfeld sorgten dafür, dass es weiter ging. Zeitweise wurde der KSV Witten als Abteilung des ETSV Witten unselbständig, konstituierte sich dann jedoch wieder unter dem alten Namen.
In diesen Jahren wurde die Wittener Ringer-Schule begründet, die bis heute immer wieder jugendliche Sportler erfolgreich ausbildet und bis zur internationalen Klasse führt. Unter dem Trainer Karl Brockhoff entwickelte sich Klaus Rost zum Gewinner internationaler Medaillen, auf nationaler Ebene wurden die Brüderpaare Lothar und Theo Krings sowie Kurt und Dieter Schudlich zu Markenzeichen des KSV.

### Die Zeit in der Bundesliga
Die erfolgreichste Zeit des Ruhrgebiets-Vereins begann 1966 mit dem Aufstieg in die seit 1964 bestehende Ringer-Bundesliga. Klaus Rost, Fritz Schrader, Heinz Sperling, Günter Kowalewski, Heinz Eichelbaum, Mithat Bayrak, Müzahir Sille, Tan Tari, später Karl-Heinz Helbing, die Brüder Hans Huber und Fritz Huber, Gerhard Weisenberger, Rainer Brockhoff, Detlef Englich, Jochen Klötzing, Hans-Günter Klein, Selim Sari, Ralf Lyding, Jörg Helmdach, Sven Thiele, Volker Anger, Olaf Brandt oder Adam Juretzko waren Ringer, die über lange Jahre das Gesicht der Wittener Mannschaft prägten. Mäzen und Vorsitzender des KSV 07 war über diese Jahre der Unternehmer Emil Olsberger jun. Die Deutschen Mannschaftsmeisterschaften in den Jahren 1970, 1974, 1978, 1980, 1981, 1983 und 1986 sowie sieben Vizemeisterschaften (zuletzt 1999) und vier Mannschaftstitel der Wittener Jugendmannschaften belegen die dauerhaft erfolgreiche Arbeit.
Der KSV Witten gehörte der Ringer-Bundesliga ununterbrochen von 1966 bis 2009 an und ist damit – seit der VfK Schifferstadt seine Mannschaft Anfang 2007 aus finanziellen Gründen zurückziehen musste – der Rekordverein des Deutschen Ringer-Bundes. Im März 2009 musste auch der KSV Witten 07 das Handtuch werfen: der erforderliche Etat für die Bundesliga konnte nicht mehr aufgebracht werden, nach 43 Jahren verließ Witten die deutsche Elite-Liga und machte in der Oberliga NRW weiter.
2007 feierte der KSV Witten sein einhundertjähriges Jubiläum: der offizielle Festakt fand mit zahlreichen Ehrengästen im Märkischen Museum statt; die Geburtstagsparty wurde in der Wittener WerkStadt abgehalten. Sportlicher Höhepunkt des Jubiläumsjahrs waren die German Masters, die Altersklassenmeisterschaft des Deutschen Ringer-Bundes, die in der traditionsreichen Wittener Husemannhalle ausgerichtet wurde.
In der Saison 2006/2007 erreichte der KSV das Halbfinale und schied gegen den späteren Meister KSV Köllerbach aus. Die Saison 2007/2008 bescherte dem Verein wiederum die Endrundenteilnahme. Im Viertelfinale unterlag die Mannschaft von Trainer Bodo Lukowski Siegfried Hallbergmoos knapp, nachdem die Hinbegegnung in Bayern noch gewonnen werden konnte.
Bei den Deutschen Ringermeisterschaften 2007 erzielten Adam Juretzko und Mirko Englich vom KSV in ihren Gewichtsklassen die Meisterschaft im griechisch-römischen Stil. 2008 in Bonn gewannen sie die Silber- bzw. Bronzemedaillen in den Gewichtsklassen 74 bzw. 96 kg. Mirko Englich wurde im finnischen Tampere Vize-Europameister in der 96-kg-Kategorie. Einen krönenden Abschluss ihrer aktiven Zeit beim KSV feierten Adam Juretzko und Ilyas Özdemir, als sie 2009 den Deutschen Meistertitel und die Vizemeisterschaft der 74-kg-Klasse im griechisch-römischen Stil nach Witten holten.
Mirko Englich errang zudem im Jahr 2008 bei den Olympischen Spielen in Peking die Silbermedaille in der Klasse bis 96 kg (griechisch-römischer Stil). Zuletzt gelang dies den Wittener Alt-Internationalen Klaus Rost (Silber bei den Olympischen Spielen in Tokio 1964) und Günther Maritschnigg (Silber bei den Olympischen Spielen in Rom 1960).
Im Frühjahr 2009 zog der KSV Witten 07 aus der Bundesliga zurück und übernahm den Startplatz der zweiten Mannschaft in der Oberliga NRW. Dort erlebte man in der ersten Saison allerdings einige Pleiten. Für die Saison 2010 wurde ein Neuanfang mit einigen Talenten und ehemaligen Ringern des KSV Witten geplant und durchgeführt. In der Saison 2010 konnte man sich so die Oberliga-Meisterschaft und den damit verbundenen Aufstieg sichern. 2011 startet der KSV Witten somit nach über 100 Jahren Vereinstradition erstmals in der zweiten Bundesliga. Es wurden weiter KSV-Eigengewächse, wie Mirko Klein, Ibro Cakovic und Alexander Storck zurück an die Ruhr geholt, wodurch die erste Zweitligasaison des KSV Witten erfolgreich mit Platz 3 abgeschlossen wurde. Zur Saison 2013 wechselte Mirko Englich vom 1. Luckenwalder SC zurück zum KSV, um seine erfolgreiche Karriere beim Heimatverein KSV Witten zu beenden. Es folgten (2013–2016) 3 Meisterschaften und eine Vizemeisterschaft in der 2. Bundesliga West. Im Jahr 2017 wurde der KSV Witten durch Aufstieg und Zusammenlegung der 2. Ligen mit der 1. Bundesliga wieder erstklassig.
Heute zählt der KSV ca. 650 Vereinsmitglieder, Ringen ist weiterhin die Hauptabteilung, Schwerpunkt ist derzeit jedoch die Nachwuchsarbeit in dieser Disziplin.

### Saisonübersicht (Ringen)
| Platzierungen seit 2001 | Platzierungen seit 2001 | Platzierungen seit 2001 | Platzierungen seit 2001 | Platzierungen seit 2001  |
| Saison                  | Klasse                  | Liga                    | Platz                   | Bemerkung                |
| ----------------------- | ----------------------- | ----------------------- | ----------------------- | ------------------------ |
| 2001/02                 | 1. Liga                 | 1. Bundesliga Nord      | Platz 5 (von 10)        |                          |
| 2002/03                 | 1. Liga                 | 1. Bundesliga Nord      | Platz 7 (von 09)        |                          |
| 2003/04                 | 1. Liga                 | 1. Bundesliga Nord      | Platz 5 (von 09)        |                          |
| 2004/05                 | 1. Liga                 | 1. Bundesliga Nord      | Platz 4 (von 09)        | Play-offs: Viertelfinale |
| 2005/06                 | 1. Liga                 | 1. Bundesliga Nord      | Platz 4 (von 08)        | Play-offs: Viertelfinale |
| 2006/07                 | 1. Liga                 | 1. Bundesliga West      | Platz 2 (von 05)        | Zwischenrunde            |
| 2007/08                 | 1. Liga                 | 1. Bundesliga Mitte     | Platz 7 (von 08)        |                          |
| 2008/09                 | 1. Liga                 | 1. Bundesliga Mitte     | Platz 6 (von 08)        | Mannschafts-Rückzug      |
| 2009/10                 | 3. Liga                 | Oberliga-NRW            | Platz 8 (von 10)        |                          |
| 2010/11                 | 3. Liga                 | Oberliga NRW            | Platz 1 (von 10)        | Aufstieg 2. BL           |
| 2011/12                 | 2. Liga                 | 2. Bundesliga Mitte     | Platz 3 (von 10)        |                          |
| 2012/13                 | 2. Liga                 | 2. Bundesliga Mitte     | Platz 7 (von 10)        |                          |
| 2013/14                 | 2. Liga                 | 2. Bundesliga Mitte     | Platz 1 (von 08)        |                          |
| 2014/15                 | 2. Liga                 | 2. Bundesliga West      | Platz 2 (von 08)        |                          |
| 2015/16                 | 2. Liga                 | 2. Bundesliga West      | Platz 1 (von 08)        |                          |
| 2016/17                 | 2. Liga                 | 2. Bundesliga West      | Platz 1 (von 10)        | Aufstieg 1. BL           |
| 2017/18                 | 1. Liga                 | 1. Bundesliga West      | Platz 3 (von 07)        | Play-offs: Viertelfinale |
| 2018/19                 | 1. Liga                 | 1. Bundesliga West      | Platz 3 (von 08)        | Play-offs: Viertelfinale |
| 2019/20                 | 1. Liga                 | 1. Bundesliga West      | Platz 3 (von 07)        | Play-offs: Viertelfinale |
| 2020/21                 | 1. Liga                 | 1. Bundesliga Nordwest  | —                       | Saisonabbruch            |
| 2021/22                 | 1. Liga                 | 1. Bundesliga West      | Platz 3 (von 07)        | Play-offs: Achtelfinale  |
| 2022/23                 | 1. Liga                 | 1. Bundesliga West      | Platz 6 (von 08)        |                          |

## Trainingsstätten

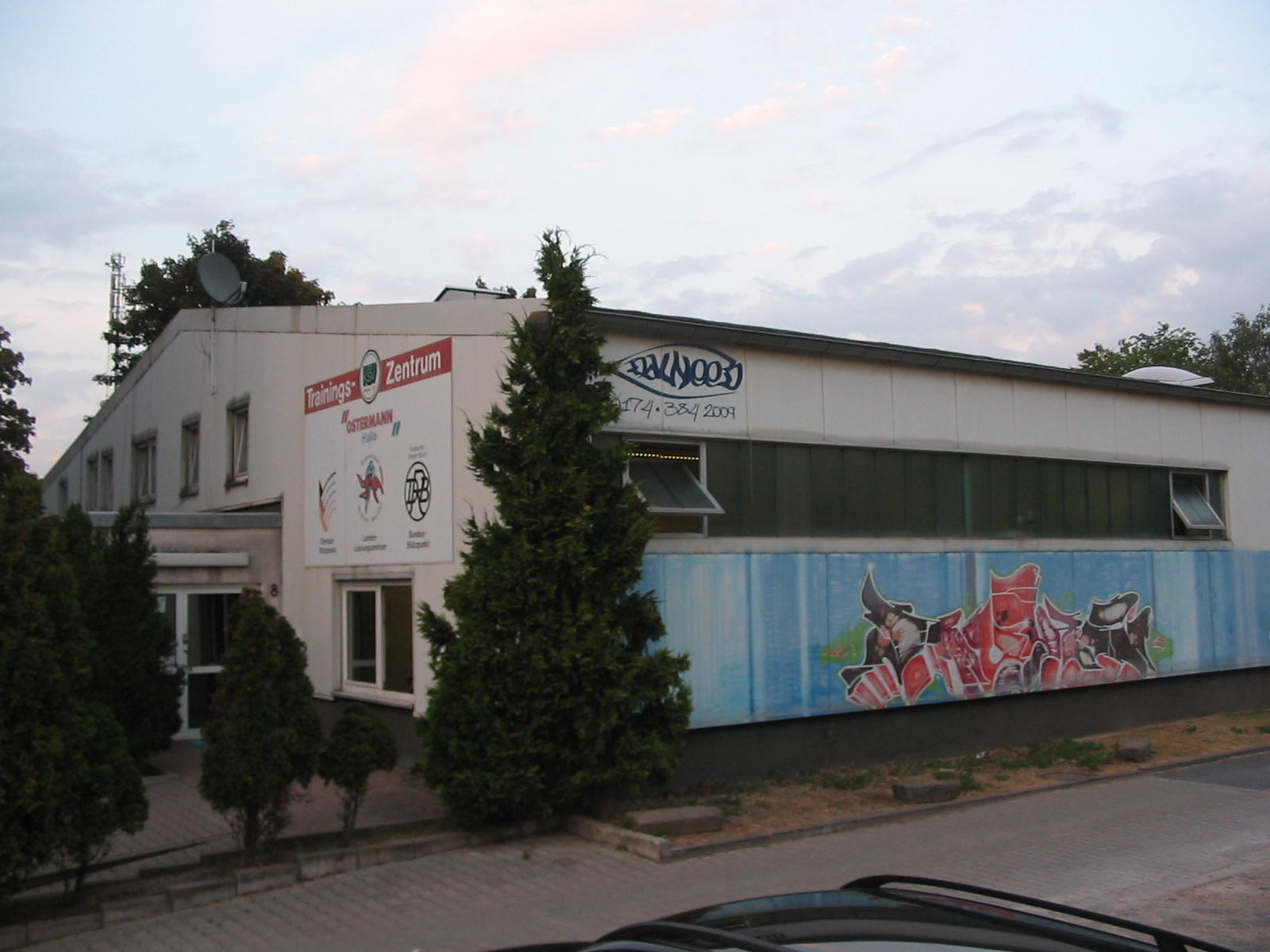
Ostermannhalle, Trainingsstätte der Ringer

Trainingsstätte der Ringer ist die „Ostermann-Halle“ in Witten, ausgestattet mit ca. 400 m² Ringermattenfläche, einem speziellen Kraftraum, Sauna, Büro usw., früher eine Verkaufshalle für Gartenmöbel, die dem KSV Witten vom Wittener Einrichtungshaus Ostermann zur Verfügung gestellt wurde. Der Verein setzte sie von der Annen- zur Mannesmannstraße um und errichtete darin mit Mitteln des Bundes, des Landes, der Stadt Witten und des Vereins das Ringer-Leistungszentrum.

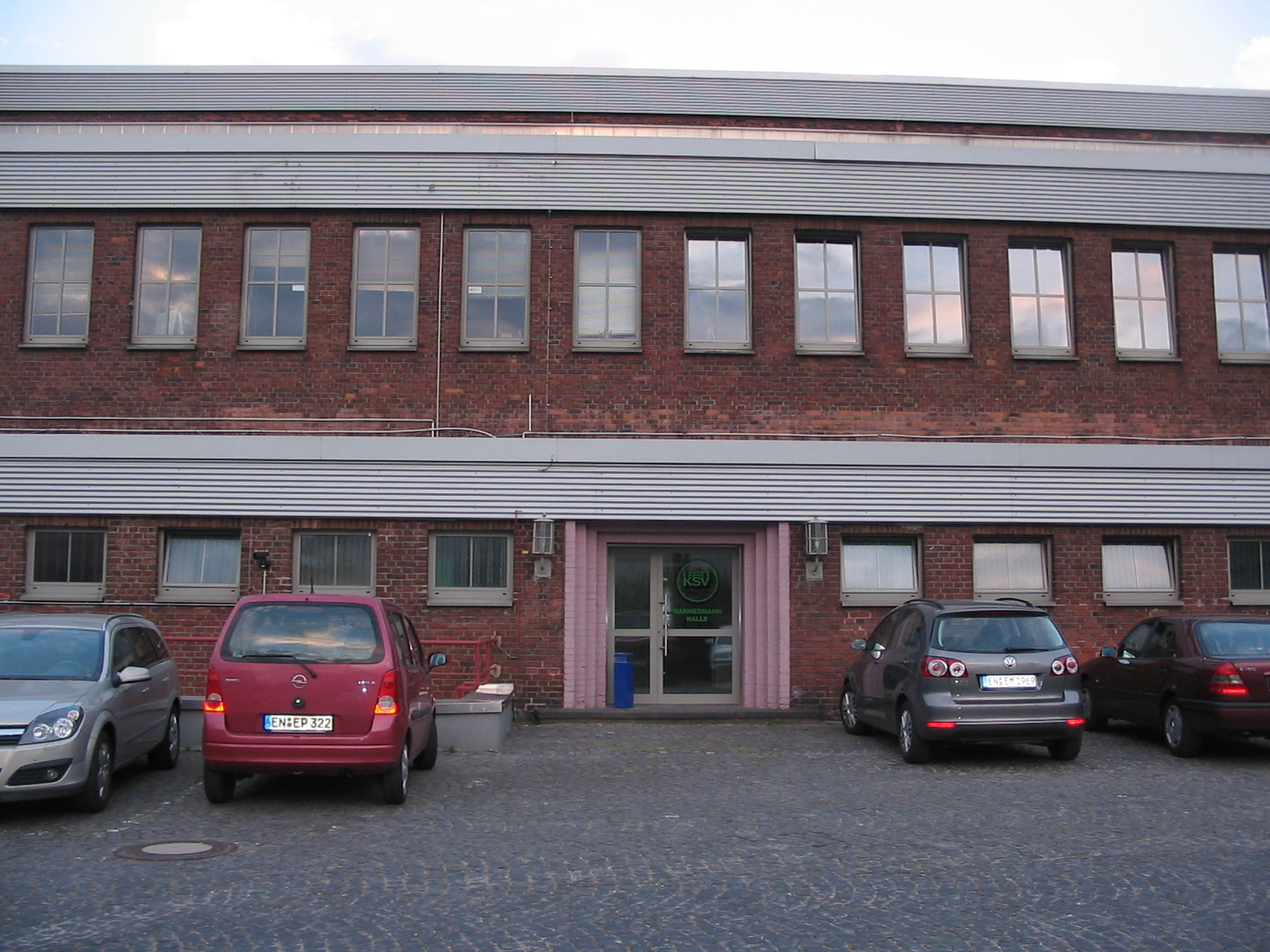
Witten Mannesmannhalle, Halle für Freizeit- und Breitensport

Neben der Ringerhalle ist die „Mannesmann-Halle“ zu finden, ein Anbau des Kultur- und Jugendzentrums Wittener WerkStadt, eine ehemalige Waschkaue der Mannesmannröhren-Werke, die vom Verein für den Freizeit- und Breitensport ausgebaut wurde.